# コードギアス 反逆のルルーシュ LOST COLORS
『コードギアス 反逆のルルーシュ LOST COLORS』（コードギアス はんぎゃくのルルーシュ ロスト カラーズ）は、2008年3月27日にバンダイナムコゲームス（バンダイレーベル）から発売されたPlayStation 2および、PlayStation Portable用ゲームソフト。

## 概要
テレビアニメ『コードギアス 反逆のルルーシュ』を原作としたフルボイスアドベンチャーゲーム。本作品はテレビアニメの主人公「ルルーシュ・ランペルージ」ではなく、ゲームオリジナルの主人公の視点からコードギアスの世界を体験していく。主人公はギアス能力を持った記憶喪失の少年。大きく分けて六つのシナリオが存在し、選択肢次第でさらに細かい分岐シナリオが多数存在する。そのため、数周回に渡ってプレイするのがゲームの基本構成となっている。その他に『コードギアス 反逆のルルーシュR2』の新キャラクターであるロロ・ランペルージや黎星刻が登場。
本作品は様々なゲーム要素が詰まっているのが特徴である。テレビシリーズを様々な観点から追体験し、登場人物たちの物語を楽しむアドベンチャーゲーム要素。コードギアスに関する各種メディアのパロディが散りばめられたギャグによるコメディー要素。膨大な恋愛描写によりギャルゲー・ボーイズラブゲーム要素などが代表として挙げられる。これらのシナリオ要素はプレイヤーの選択肢によって左右され、好みのプレイスタイルを楽しむことが可能となっている。本作品はサンライズからの監修のもと製作されており、アニメ本編の先取りやIFシナリオ、没シナリオを採用したゲーム内容が多く含まれている。これらの膨大なテキスト全てにボイスが付与されているのも本作品の特徴である。
PS2版はゲーム内の台詞を用いてオリジナルのイベントシーンを作れるシアターモードと、ボーナスシナリオ「ブルームーン編」を収録。このシナリオは各キャラクターに対して「主人公のことを好きにさせる」ギアスを使用することで、登場人物とのコミュニケーションを楽しむ恋愛アドベンチャーゲームとなっている。
PSP版はボーナスシナリオ「日本解放戦線編」を収録しており、基本シナリオとは異なった展開となる。また、PSP版にのみ登場するキャラクターも存在する。
初回特典としてPC用アクセサリー「PCデスクトップ時計」と「名セリフ集」を収録した特典CD「リフレインディスクII」が付属。絵柄はルルーシュ・スザク・カレンの三種類からランダムに封入される。
PSP限定版には総集編である「SPECIAL EDITION BLACK REBELLION」のUMDビデオ版を同梱（ただし、一部内容がDVD版とは異なる）。

## システム

### 日常パート
このゲームの基本的なゲームモード。主人公は毎日の日々をアッシュフォード学園とその周辺で過ごしていくことになる。キャラクターの居場所が表示され、その中から好きな場所を選ぶ。選んだキャラクターとは個別の会話、イベントが繰り広げられる。物語を進めるなかで、それまでに重ねたキャラクターとの接し方が物語を大きく変化させ、さらに最も親密となったキャラクターとの個別エンディングを迎えることがある。

### 戦闘パート
物語の各所で発生する人型機動兵器「ナイトメアフレーム」によるバトルゲームモード。複数の選択肢のなかから正しい選択を選ぶゲーム。正しい選択を選べば、戦闘で勝利することができるが、間違った選択を選んだ場合には敗北してしまい、最悪の場合にはゲームオーバーとなる。

### セーブ機能
5つまでセーブデータを残すことができる。セーブ方式は各所で自動的にセーブしてくれるオートセーブモードと、自身がセーブするかどうかを選ぶマニュアルモードの2種類。

### 好感度
PS2版限定シナリオ「ブルームーン編」限定システム。このモードは恋愛アドベンチャーゲームとなっており、登場人物たちとのコミュニケーションを交えながら、相手の好感度を上昇させていくのが目的。最終的に最も親密となった人物とのエンディングを迎え恋仲となる。また、ギアス能力を用いることで強制的に相手を好きにさせることもできる。なお、主人公は男性だが、相手が男性の場合でも進め方次第で恋仲になることができる。

### シアターモード
PS2版にのみ存在するシステム。ゲーム中に視聴した台詞とCGを用いてオリジナルの会話イベントを作成し鑑賞することができる。一度ゲーム内において確認したものでないと使用することはできない。

## あらすじ
かつて日本と呼ばれた地「エリア11」。世界最大の大国「神聖ブリタニア帝国」との戦争に敗退した日本は、その権利と名前を奪われ「エリア11」と呼ばれるようになった。そして、日本人はイレヴンと呼ばれるようになった。
ブリタニア軍による植民地政策は人々に不満を募らせ、それはテロによる反抗という形で発露していた。日本最大の反抗勢力「黒の騎士団」とブリタニア軍の戦いは、次第にその戦火を広げていく。イレヴンの住む「ゲットー」とブリタニア軍が管轄する「租界」。二つの地を中心に、全土を舞台とした動乱が巻き起こる。
テレビシリーズ第8話直後を舞台とした世界。ある日、記憶を失った主人公は租界にあるブリタニア人の通う学園「アッシュフォード学園」に紛れ込む。そこで生徒会メンバーに保護された彼は、記憶を取り戻すまでの間、アッシュフォード学園での生活を送ることになるのだった。

### ギアス編
アッシュフォード学園、黒の騎士団、ブリタニア軍、謎の少女C.C.。様々な組織や人との出会いと経験が主人公の失われた記憶を取り戻すことができるか。テレビシリーズのシナリオに準拠した内容となっており、アニメの追体験要素が一番強いシナリオ。

### 黒の騎士団編
失われた記憶の手掛かりを求めて、カレンと共に租界を探索する主人公。そのなかで、ブリタニア帝国との戦争によって荒廃したゲットーを目の当たりにしてしまう。理不尽なブリタニアの侵略に怒りを露わにするカレンに共感した主人公はナイトメアフレームの操縦技術を買われ、カレンの誘いにより黒の騎士団へと入隊する決意を決める。紅月カレンを中心に、黒の騎士団に関わる人々との物語が描かれる。ちなみに2周目以降は、ある選択肢を選ぶことで慰安旅行編に進めるが、最後は必ずゲームオーバーになってしまう。

### ブリタニア軍人編
自身の記憶の手がかりを求めてトウキョウ租界、シンジュクゲットーを探査する主人公。しかし、彼の記憶の手掛かりは一向に掴めない。そんな彼に自分の姿を重ねたスザクは、失った記憶を特派で調べることを提案する。自らの正体を見つけるため特派の誘いにより、ブリタニア軍へ入隊することになる。枢木スザクを中心に、ブリタニア軍に関わる人々との物語が描かれる。また、周回数を重ねるに連れて親衛隊編や純血派編にも進めるようになる。

### アッシュフォード学園編
アッシュフォード学園における学園生活を中心に描かれたシナリオ。学園を中心に、様々な人物との日常生活を過ごしていくことになる。戦闘パートが無いため、ゲームオーバーになることはない。2周目以降は、イベントが追加される。

### 日本解放戦線編
PSP版限定ボーナスシナリオで、黒の騎士団編から分岐する。黒の騎士団から離反した主人公を描くシナリオ。日本解放戦線と共闘し、ブリタニア帝国と黒の騎士団を交えた、三つ巴の激戦が描かれる。四聖剣を中心に、日本解放戦線に関わる人々との物語が描かれる。

### ブルームーン編
PS2版限定ボーナスシナリオで、アッシュフォード学園編から分岐する。学園生活において、恋をしたいと考える主人公。そんな時、ミレイからアッシュフォード学園に伝わる伝説の日「ブルームーン」のことを知る。この日、礼拝堂で愛を誓ったカップルは永遠に結ばれるというのだ。果たして主人公は、ブルームーンの日までに恋の相手を見つけ出し、無事結ばれることができるのか？アッシュフォード学園編とは違い、複数の人物にギアスをかけると一定の確率でゲームオーバーになる。

## 主題歌
「COLORS」
歌 - FLOW、作詞 - KOHSHI ASAKAWA、KEIGO HAYASHI、作曲 - TAKESHI ASAKAWA、編曲 - FLOW & KOICHI TSUTAYA
「モザイクカケラ」
作詞・作曲 - 石田順三
※BGMのみ

## 登場人物

### オリジナルキャラクター
ライ
本作品の主人公。アッシュフォード学園に迷い込んだ、中性的な銀髪の美少年。過去の記憶を失っており、生徒会会長のミレイに保護される。記憶が戻るまでの間、仮入学として学園での生活を送ることになる。
かなりの美形で、リヴァルによれば学園内でたびたび姿を目撃されているのにどのクラスを探しても見当たらないことから「幻の美形」と呼ばれている。
高い状況判断能力と指揮能力、常人を逸したナイトメアフレーム操縦技術と身体能力を持つ。また、ギアスと呼ばれる「聴覚を通して他者を操る」謎の能力を保持している。これを用いてさまざまな運命を変えていく。
シナリオによって明らかになる情報は異なるが、元々は現代の人間ではなく過去の日本皇族とブリタニア皇族のハーフである。母と妹を護るために、父と異母兄弟を殺している。キョウト六家の皇家とは確実に親戚であるということがラクシャータの分析によりわかっているが、その血筋は100年ほど前に途絶えているという。
一人称は『僕』で普段は温和な性格だが、失われた記憶の人格が表面化すると『私』に変わり、苛烈な性格と化し『下郎』など上流階級の言葉遣いをするようになる。
デフォルトネームの「ライ」は、英語で「嘘つき」という意味の「ライアー(liar)」と、ルルーシュやロロと同じく“ラ行”しばりから採られており、『嘘のような存在』という意味合いが込められている。
『コードギアス 双貌のオズ O2』ではナイトオブナインのノネット・エニアグラムが彼を探しており、正確な時間軸は不明だがブリタニア軍人編で、ルルーシュやスザクと出会っていた模様。

### アッシュフォード学園
ミレイ・アッシュフォード
声 - 大原さやか
アッシュフォード学園を取り仕切る生徒会長。最初に主人公を発見して保護した人物。その後も、様々な形で主人公の世話をしてくれている。
かなり面倒見のいい人物で、他にも多数の人を世話している。お祭り好きで、何かにかけて学園内のイベントを企画して実行している。
アッシュフォード学園編における中心人物の一人。ブルームーン編におけるヒロインの一人で彼女と親密となった場合、自らの婚約を振り切り主人公の愛に応える形で恋仲となる。その後は、主人公と共に後ろ盾を失ったアッシュフォード家を共に立て直すことを約束して、彼との道を歩むことになる。
ルルーシュ・ランペルージ
声 - 福山潤
生徒会副会長。秀麗な顔立ちと細身な体格が特徴。主人公を最初に発見した人物の一人で、主人公とは良く似たところがある。学業にはあまり熱心でなくよく授業をサボっているが、実は頭は非常に良い。
ギアス編・黒の騎士団編・アッシュフォード学園編における中心人物の一人。学園編ではメインキャラの一人で、数少ないハッピーエンドの持ち主。本作品での彼はブリタニア軍人編・日本解放戦線編を除きヒロインとして扱われており、特にブルームーン編においては攻略対象となっているため、彼と親密となった場合には主人公に自らの正体を明かし男性キャラ唯一の恋仲エンドになる。この結果、『電撃マ王』2009年2月号「2008年を熱くしたゲームキャラクター50人」に選ばれた際「ウエディングドレスが世界一似合う男子で賞」を受賞している。受賞理由は文化祭イベントでの花嫁姿と可憐に恥らう表情。これによりいけない嗜好に目覚めた人も多いとされている。
シャーリー・フェネット
声 - 折笠富美子
生徒会メンバーの一人。水泳部所属の快活で明るい少女。ルルーシュのことを好いている。
アッシュフォード学園編における中心人物の一人。ブルームーン編におけるヒロインの一人で、彼女と親密となった場合、恋仲となる。
リヴァル・カルデモンド
声 - 杉山紀彰
生徒会メンバーの一人。生徒会のムードメーカーで悪戯好き。趣味はバイクでよく自前のバイクを整備・改造している。アッシュフォード学園編における中心人物の一人で、主人公にバイクの素晴らしさを教えようと尽力する。
ブルームーン編では、ブルームーン当日までに特定の相手がいない場合のバッドエンディングを担当。
ニーナ・アインシュタイン
声 - 千葉紗子
生徒会メンバーの一人。イレヴンに対する恐怖心を持っており、安心させてくれるミレイを慕っている。研究好きで、学園地下の格納庫において何かを研究している。
アッシュフォード学園編における中心人物の一人。ブルームーン編におけるヒロインの一人。このシナリオでは核分裂に関する研究を行っており、危なげな言動が多い。ユーフェミアのことを好いているため、主人公とは親密となっても恋仲にはならない。この場合、彼女は主人公をゲイと誤解してしまい、同じ同性愛の性癖を持つ友人として迎えられることになるが、周りからはカップルと認識されている。
ナナリー・ランペルージ
声 - 名塚佳織
ルルーシュの妹である車椅子の少女。常に他人のことを気に掛けている優しい性格。過去の出来事によるショックで目と足が麻痺している。作中では折り紙を折っているシーンが良く描かれており、ヒロインとなるシナリオでは、しばしば主人公と共に楽しんでいる。
ギアス編・アッシュフォード学園編における中心人物の一人。学園編では、ルルーシュに次いで特別な描写がなされるエンディングを迎える。ブルームーン編におけるヒロインの一人で、彼女と親密となった場合には兄の猛烈な反対を押し切り、恋仲となる。また、あるイベントではマークネモとギアスのことを考えている様子を確認できる。
篠崎咲世子（しのざき さよこ）
声 - 新井里美
アッシュフォード家に仕える家政婦で、ナナリーの世話を主な仕事としている。家事の他にも、様々な特技を持っている。
密かに黒の騎士団に、諜報員として協力している。アッシュフォード学園編では、ナナリーと親密なる場合のサブキャラクターとして活躍。本作品における彼女のキャラクター設定は、ピクチャードラマやラジオ番組『コードギアス はんぎゃく日記』の新井里美の影響を大きく受けている。このため、いつも親密なスザクとルルーシュの関係をカップルであると疑い、さらにはその痴態を思い浮かべ楽しむ妄想癖がある。

### 黒の騎士団
ゼロ
声 - 福山潤
神聖ブリタニア帝国に敵対する最大の反抗勢力であるテロリストグループ「黒の騎士団」の総帥。高い指揮能力とカリスマ性、高度な戦術によりブリタニア軍に反旗を翻している。常に怪しげな仮面と、マントに身を包んでいる。黒の騎士団編の中心人物の一人。
彼と親密になった場合のエンディングでは、彼の最も信頼する友として主人公にその正体を明かし、黒の騎士団のエースパイロットとして迎え入れられ、共に戦う。
紅月カレン（こうづき カレン） / カレン・シュタットフェルト
声 - 小清水亜美
アッシュフォード学園生徒会メンバーの一人で、黒の騎士団のメンバーとして反ブリタニア活動を行っている少女。高い戦闘能力と行動力、高度なナイトメアフレーム操縦技術を持つ。
アッシュフォード学園内では普通の学生として正体を隠しており、病弱な生徒を装っている。ゼロへの協力後は、黒の騎士団のエースパイロットを務める。黒の騎士団編の中心人物であり、主人公とともにブリタニア軍と対立する。
展開によっては主人公と恋仲になり、ゼロの最も信頼する黒の騎士団の双璧として共に戦う。ブルームーン編におけるヒロインの一人で、彼女と親密となった場合には恋仲となる。ただし、黒の騎士団編と異なり、主人公を黒の騎士団と関わらせようとはせず、学園での恋愛を続ける。本作品において、二通りのシナリオで恋仲となれる唯一の人物。
扇要（おうぎ かなめ）
声 - 真殿光昭
ブリタニア帝国反抗グループの元リーダー。ゼロへの協力後は、黒の騎士団副指令に就任。
玉城真一郎（たまき しんいちろう）
声 - 田中一成
ブリタニア帝国反抗グループのメンバーの一人。ゼロへの協力後は、黒の騎士団幹部に就任。陽気で行動的だが、短気で思慮が浅い。慰安旅行編における中心人物の一人で、ゼロの予測を超えた珍騒動を巻き起こす。
ディートハルト・リート
声 - 中田譲治
黒の騎士団における情報管理を取り仕切る幹部。ゼロを心酔しているが、その人物像にはゼロに対する夢想が多分に含まれている。
黒の騎士団編の攻略対象の一人でもあり、彼と親密になった場合は黒の騎士団の地位を全て捨てた後、主人公の旅についていくEDとなる。
皇神楽耶（すめらぎ かぐや）
声 - かないみか
キョウトの当主の少女。
日本解放戦線編における中心人物の一人で、最初から主人公を好いているような場面が多い。彼女と親密になった場合、意識不明になった主人公に彼女が永遠に傍にいると誓うEDとなる。ブルームーン編におけるヒロインの一人で、彼女と親密となった場合、恋仲になれないまま学園を去ってしまうが、その境遇を理解した上で主人公がいつか救おうとするEDとなる。、
藤堂 鏡志朗（とうどう きょうしろう）
声 - 高田裕司
7年前に日本軍が唯一ブリタニア軍に勝利した「厳島の奇跡」と呼ばれる戦いを指揮した、旧日本軍の中佐。
日本解放戦線編における中心人物の一人。彼と親密になった場合には、戦死してしまった主人公に彼が日本解放の誓いをたてるEDとなる。
千葉 凪沙（ちば なぎさ）
声 - 千葉紗子
男勝りな性格の紅一点。7年前のブリタニア進行の際、女学生だった彼女は藤堂に助けられたことを切っ掛けに、藤堂の元に就いた。藤堂を深く尊敬しており、恋心を抱いているが未だ告白できていない。日本解放戦線編における中心人物の一人で、カレンの紅蓮と激戦を繰り広げることになる。
また、四聖剣のなかで唯一主人公とのEDを迎えることができる人物。彼女と親密になった場合には、最愛のパートナーとしてキュウシュウ戦役を生き残るEDとなる。
朝比奈 省悟（あさひな しょうご）
声 - 私市淳
丸眼鏡をかけた青年。童顔ながら右眼の傷跡が手練としての雰囲気を発し、潜在能力も高い。旧日本軍人時代に藤堂に憧れ部下となり、「藤堂さんのいる場所が俺のいる場所」と豪語するほど、藤堂への忠誠心が深い。また、過剰とも思えるほどの醤油フェチである。
仙波 崚河（せんば りょうが）
声 - 島香裕
メンバーで一番年上。旧日本軍のベテラン軍人。
卜部 巧雪（うらべ こうせつ）
声 - 二又一成
青髪の青年。メンバーで一番背が高い。食物として、蝉や蜻蛉を好む一面もある。

### ブリタニア帝国軍
枢木スザク（くるるぎ スザク）
声 - 櫻井孝宏
ブリタニア軍特別派遣喬技術部、通称「特派」に勤める少年でブリタニア皇帝直轄の部隊ナイトオブラウンズを目指している。新型ナイトメアフレーム「ランスロット」のデヴァイサーを務めている。
心配性で、主人公や周りの人々のことをいつも気に掛けている。ブリタニア軍人編における中心人物であり、彼と共に黒の騎士団と対立することになる。主人公に対しては自分と通ずるものがあると感じ、積極的に関わりを持とうとする。
彼と親密になった場合のエンディングでは、主人公と共にエリア11を守る双璧の騎士として戦い続ける。
ブルームーン編における攻略対象の一人で、いつも主人公と仲睦まじいため、生徒会メンバーから妖しい関係ではないかと噂を立てられてしまう。噂に対し不適当な対応をしているうちに親密になっていくが、その場合でも恋仲にはならない。
コーネリア・リ・ブリタニア
声 - 皆川純子
エリア11を統括する総督にして神聖ブリタニア帝国第二皇女。厳格かつ冷徹な人物でイレヴンに対しては特に厳しい。高い指揮能力とナイトメアフレーム操縦技術によりブリタニア軍を率いる。
ブリタニア軍人編においては主人公の能力を高く評価しており、親衛隊への入隊を勧める。彼女と親密になった場合のエンディングでは、主人公を最高の騎士として見据え、その帰りを待ち続ける。
ユーフェミア・リ・ブリタニア
声 - 南央美
エリア11の副総督にして、ブリタニア帝国第三皇女。エリア11と、そこに住まうイレヴンの人々を観察していることが多い。混迷を極めるエリア11を統治するため、ある計画を立てている。スザクに恋をしており、学園祭で彼女に付き合った場合にはデートの練習台にされてしまう。
黒の騎士団編・ブリタニア軍人編における重要人物であり、彼女の行動を変えることが物語の終点となる。ギアス編ではテレビアニメ通りの結末となるが、この二編では生き残り、悲願であった特区を成立させることになる。
ブルームーン編におけるヒロインの一人で、彼女と親密になった場合には恋仲となる。
ノネット・エニアグラム
声 - 新井里美
ゲームオリジナルキャラクター。ブリタニア軍人編にのみ登場。
神聖ブリタニア帝国皇帝直属の護衛騎士「ナイトオブラウンズ」の一人。ラウンズ内での地位は9番目で、自分専用の領土を所有している。
気さくで明るい女性で後輩の面倒見がよく、将来有望な主人公やスザクのことを特に気に入っている。また、コーネリアに戦闘指南をした先輩であり、旧知の親友でもある。
グロースター1機で、主人公とスザクのサザーランドを同時に圧倒する操縦技術を持つ。
彼女と親密になった場合のエンディングでは、主人公を自らの領土に引き取り保護する。
コーネリアのシナリオを補う役割として造られたオリジナルキャラクターであるが、企画協力の谷口悟朗に気に入られ、テレビアニメでも使用されることとなった（出典:『週刊ファミ通』ゲームスタッフインタビューより）。ただし、彼女の出番は数回在ったものの、台詞は一切与えられることは無く、ルルーシュ皇帝即位後の消息も一切不明である。
彼女の詳細に関しては『双貌のオズ』も参照。
ロイド・アスプルンド
声 - 白鳥哲
特派において活動する科学者で、スザクの上司。新型ナイトメアフレーム「ランスロット」「ランスロット・クラブ」の開発者。専門外ではあるものの、常人では考えられない身体能力を持った主人公の特殊な身体に興味を持っている。
特派編においては、主人公の記憶探しに協力してくれる。また、出自の不透明な主人公を帝国からの追求を逃れるために、様々な面でフォローしてくれる。彼と親密になった場合のエンディングでは、どこかへと去った主人公のことを諦めず、いつか自分のもとに帰ってくることを望みつづける。
ブルームーン編では、理科教師としてアッシュフォード学園へ赴任。その目的はガニメデを始めとした学園内の機密調査であり、生徒たちの教育にはあまり関心がない。
セシル・クルーミー
声 - 井上喜久子
特派に勤める研究員の女性で、ロイドやスザクのサポートをしている。出自の不透明な主人公のことを心配している。日本食を研究しており、ジャムやフルーツで彩られたおにぎりやお寿司、サンドイッチをつくっている。
特派編においては、主人公をもっとも心配している人物の一人。
アンドレアス・ダールトン
声 - 梁田清之
ブリタニア軍騎士で、コーネリア選任の側近騎士。他者とは、常に厳格な態度で接する。その一方で戦争中に冗談を飛ばすことや、子供に玩具を買って帰る一面などもある。
ギルバート・G・P・ギルフォード
声 - 幸野善之
ブリタニア軍騎士で、コーネリア選任の側近騎士。主人公がコーネリアの騎士になると、実力が互角でなおかつタメ口が叩けることから赴任を喜んでくれる。
ジェレミア・ゴットバルト
声 - 成田剣
ブリタニア軍の男性将校。純血のブリタニア人こそが最も優れていると主張する、純血派部隊の隊長。オレンジ事件と呼ばれる失態により、かつての地位からは失脚している。
純血派編における中心人物であり、主人公とはよき戦友となる。彼と親密になった場合のエンディングでは、何処へと去った主人公の帰りを待ち続ける。
ブルームーン編では、ヴィレッタとともにアッシュフォード学園へ新任教師として赴任。生徒たちが帝国に貢献できる優秀な人間になれるよう、教育指導に尽力する。
ヴィレッタ・ヌゥ
声 - 渡辺明乃
ブリタニア軍騎士候の女性。純血部隊の所属で、ジェレミアの部下。ブリタニア軍人編では、純血派編での中心人物。主人公と接するうちに、自らの人生に新たな価値観を見出していく。
そして出世以外の未来を見出させ、他の人間たちとは異なる将来を感じさせる主人公に揺るぎない信頼と好意を寄せていく。彼女と親密になった場合のエンディングでは、ギアスを暴走させた主人公に、彼女を巻き込まないよう「他人である自分に今後一切関わらず、理由もなく納得する」というギアスを掛けられてしまう。しかし、その直後に主人公に結婚を申し入れ、「他人」ではなくなることで、主人公と添い遂げることになる。
ブルームーン編では、ジェレミアとともに新任体育教師として赴任する。
キューエル・ソレイシィ
声 - 加瀬康之
純血派メンバー。生真面目な性格で、祖国への忠誠心は高い。
演習での主人公の実力に目をつけ、オレンジ事件で衰退した純血派再興のために勧誘しようとする。ナリタ連山での戦いで、主人公が純血派の救援に来てくれたことを喜ぶが、直後に紅蓮弐式の攻撃により戦死する。
シャルル・ジ・ブリタニア
声 - 若本規夫
神聖ブリタニア帝国第98代皇帝。黒の騎士団編の慰安旅行編のラストにのみ登場する。

### その他
C.C.（シーツー）
声 - ゆかな
拘束服に身を包んだ長い緑髪の少女。主人公の行く先々に現れ、意味深な言葉を残す。他者にギアスの力を授ける能力を持つ。
ピザが大好物であり、盲目的なまでにピザを食することに拘り、主人公に対してもことあるごとにピザを要求する。
ギアス編における中心人物の一人。ブルームーン編におけるヒロインの一人でもあり、彼女と親密となった場合、恋仲となる。ブルームーン編においては『R2』へのシナリオが絡んでおり、主人公への恋心と自らの目的との間で葛藤しているような描写がある。付き合い方も、ややC.C.からの一方的なものである模様。
また、複数の人間にギアスをかけた際に発生するバッドエンディングでも登場。暴走したギアスの副作用により、他者に嫌われるようになった主人公と共に、学園を去っていく。
マオ
声 - 草尾毅
他人の心を読むことができるギアス・ユーザーである、中華連邦出身の銀髪の少年。ギアス編の重要人物の一人。
C.C.によって能力を与えられ、彼女のことを妄執的に愛している。それゆえにC.C.と面識のある主人公の前に現れ、彼女に近づくなとの警告をたびたび告げにくる。
V.V.（ヴイツー）
声 - 冨澤風斗
主人公の記憶に断片的に姿を現す、長い白髪の少年。彼の失われた記憶と能力に深く関わる人物。ギアス編のみに登場し、主人公にギアスを与えたのは彼ではないとのこと。
ロロ・ランペルージ
神根島に流された主人公の前に現れる、謎の少年。ギアス編にのみ登場。
穏やかでおとなしそうな外見に似つかわしくない殺気を放ち、主人公の命を付け狙う。選択肢次第では、彼に殺されてしまう。
黎星刻（リー・シンクー）
日本解放戦線に協力する、中華連邦からの使者。日本解放戦線編にのみ登場。
高い知力と武力を持つ武官で、他者を威圧するほどの野心を腹に秘めている。貴族の血を引くものとして祭り上げられた主人公を、冷ややかに評している。しかし、キュウシュウ戦役での戦いのなかで、密かに主人公の力を認めていく。
選択肢次第では、傷付いた主人公を自国に連れ帰り、自らの懐刀に迎え入れる。
他、DS用ゲーム『コードギアス 反逆のルルーシュ』オリジナルキャラクターであるキャスタール・ルィ・ブリタニアとパラックス・ルィ・ブリタニアも一瞬だけ情報という形で登場する。

## 機動兵器
ゲームにのみ登場の、主人公の搭乗する機動兵器について記載。その他についてはコードギアスシリーズの機動兵器一覧を参照。

ランスロット・クラブ
「LOST COLORS」において主人公がブリタニア側に所属した際に与えられる機体。
主人公のためにロイドが、サザーランドをベースにランスロットの予備パーツや試作部品を組み上げて作成したもの。主人公の高い指揮能力と一対一の形に敵を分散してしとめるという戦術に合わせ、強化されたファクトスフィアとヴィンセントと同系統のMVS、狙撃モードに切り替え可能な可変ライフルを装備している。狙撃モードでは銃身が変形して射程距離が大幅に強化されるが、連射が出来ず、使用中は常にファクトスフィアを展開して感度を上げなければならないため、エナジー消費が通常の15倍となる。予算不足でサクラダイトの使用が制限されており、出力はランスロットよりも少し落ちるがサザーランドなどを圧倒する性能を持つ。
結果的に燃費の悪さという弱点があるものの、電子戦・狙撃戦・格闘戦どれにおいても戦場を選ばない機体となった。特にファクトスフィアによる目の良さはダールトン将軍すら舌を巻くほどであった。
主人公以外のナイトメアパイロットが乗りこなせない機体であるが、その理由は本機が主人公をデヴァイサーとして最適化されているためである。従って、月下先行試作型の「出力傾向がピーキー」であるため、という場合とは異なる。
それでもかなりピーキーなようで、主人公以外ではマトモに動かすことも出来ないらしい。
ランスロットに外見は似ているが白と青のカラーリングがされ、額に角のようなものが装備されているのが特徴。
漫画『コードギアス 双貌のオズO2 SIDE:オルドリン』にも登場している。本来のデヴァイサーが行方不明であり、それをノネットが保有していることになっている。また、自分の得意なスタイルで戦えるように調整を施して運用していることもある。スマートフォン用ゲームアプリ『コードギアス 反逆のルルーシュ ロストストーリーズ』でもノネット専用機として登場する。

月下（先行試作機）（げっか（せんこうしさくき））
「LOST COLORS」において主人公が日本側に所属した場合に与えられる機体。
藤堂や四聖剣の搭乗する月下の先行試作機で、キョウトから提供された。ロールアウトは量産機より「先行」しているが、黒の騎士団に回されてきたのは量産機と同時で、ストーリー中ラクシャータによって機体の紹介がされている。
性能は量産された月下と同等だが、出力傾向が他のKFに比べピーキーで、普通のパイロットには扱いがたい代物となっている。
左腕には輻射波動の簡易型である「甲壱型腕」が装備されている。予備パーツで造った簡易型であるため、威力とエナジー効率は紅蓮弐式のものには劣るが、それでも通常のナイトメアならば一撃で撃破できる。
形状は左腕以外は四聖剣の月下と同一で、カラーリングは青。起動キーは菱形をしている。

## ギアス
ギアス能力を与える謎の男（姿と声はV.V.と同じ）に与えられた、音声によって発動する「絶対遵守の力」。
過去に主人公はギアスを使いすぎて暴走させ、妹と母を始め自国の民たちの命を失ってしまい、自身も能力の負担が生死に関わるほどになっていた。死ぬことを望んだが、謎の男に契約を果たせと言われて神根島と同系の遺跡で眠りに就き、その際自分自身にギアスをかけ、記憶を封印した。
ユーフェミアが宣言した行政特区日本に訪れた際に、ルルーシュのギアスは暴走。日本人虐殺を命じられたユーフェミアを止めようと彼女を説得したものの、彼女に銃で撃たれて負傷、その前に黒の騎士団に会場の状況が知られないように放送を遮断させる。シナリオによって前後の経緯は異なるが、主人公は操られたユーフェミアに対してギアスを使用。命令を上書きすることに成功する。シナリオによっては、ユーフェミアだけではなく会場の2万人以上にも命じた果て、主人公のギアスは消滅することになる。
- 自分も含め、耳の聞こえる者すべてに使用可能。当然だが、耳が聞こえない者には使用不可能。
- 肉声によってのみ発動するため、スピーカーや録音テープなどの中継では効果が無い。
- 効果範囲は相手が聞き取れるまでの距離。
- ルルーシュと同じく1人につき1度きりの能力とされるが、イベントの起こし方次第では同一人物に2回使用し、効果を発揮する場合もある。

## その他
- 「絶対“尊”守の力」「狙撃犯は照準を維持」「幻の美少年」という誤植がある。